# Northeast 60th Avenue megállóhely
Northeast 60th Avenue megállóhely a Metropolitan Area Express kék, zöld és piros vonalainak, valamint a TriMet 71-es autóbuszának megállója az Oregon állambeli Portlandben.
A peronok a Northeast 82nd Avenue és az Interstate 84 találkozásánál, a Union Pacific Railroad vasútvonala felett, de utcaszint alatt helyezkednek el. A 60. sugárútra való feljutást lépcsők és liftek biztosítják. Az autópálya nyugati irányú sávjait és a kelet felé haladó sínpárt alacsony betonelemek és az azokra telepített pollerek választják el.
A megálló a megnyitástól 2012 szeptemberéig, a zónarendszer felszámolásáig a kettes tarifazónába tartozott.

## Autóbuszok
- 71 – 60th Ave (Clackamas Town Center Transit Center◄►Parkrose/Sumner Transit Center[3]

| Előző állomás                                                          |  | Metropolitan Area Express |  | Következő állomás                                       |
| ---------------------------------------------------------------------- |  | ------------------------- |  | ------------------------------------------------------- |
| Hollywood/NE 42nd Ave pályaudvartovább Hatfield Government Center felé |  | Kék vonal                 |  | NE 82nd Avetovább Cleveland Avenue felé                 |
| Hollywood/NE 42nd Ave pályaudvartovább PSU South felé                  |  | Zöld vonal                |  | NE 82nd Avetovább Clackamas Town Center pályaudvar felé |
| Hollywood/NE 42nd Ave pályaudvartovább Beaverton pályaudvar felé       |  | Piros vonal               |  | NE 82nd Avetovább Portland International Airport felé   |

## Fordítás
- Ez a szócikk részben vagy egészben  a   Northeast 60th Avenue MAX Station című angol Wikipédia-szócikk ezen változatának fordításán alapul.  Az eredeti cikk szerkesztőit annak laptörténete sorolja fel. Ez a jelzés csupán a megfogalmazás eredetét és a szerzői jogokat jelzi, nem szolgál a cikkben szereplő információk forrásmegjelöléseként.